# ستيفن هيرنانديز
ستيفن هيرنانديز (بالإنجليزية: Steven Hernandez)‏ هو لاعب كرة قدم أمريكي في مركز الوسط، ولد في 2 مارس 1997 في بورت تشيستير في الولايات المتحدة. لعب مع ريدينغ يونايتد إيسي.